# Tadeusz Nisiewicz-Dobrzański
Tadeusz Nisiewicz-Dobrzański (ur. 7 kwietnia 1897 we Lwowie, zm. 2 marca 1977 w Edynburgu) – kapitan żandarmerii Wojska Polskiego.

## Życiorys
Urodził się 7 kwietnia 1897 we Lwowie w rodzinie Jana i Apolonii . Ukończył dwuletnią szkołę handlową i trzy kursy seminarium nauczycielskiego . Od 1912 należał do skautingu oraz do Polowej Drużyny „Sokoła”, a od 1924 do tajnego związku młodzieżowego we „Lwowie”.
Po wybuchu I wojny światowej wstąpił do Legionów Polskich, odbywając kampanie karpacką i wołyńską, od 1916 do 1917 był zastępcą Komisarza Werbunkowego Gminy Łuków. Po kryzysie przysięgowym został wcielony do armii austriackiej i w lipcu 1917 skierowany na front włoski. Tam działał w charakterze kuriera Polskiej Organizacji Wojskowej. Zdezerterował z szeregów armii austriackiej, przedostał się za ziemie polskie i w Bolechowie wstąpił do Polskiego Korpusu Posiłkowego. Na początku 1918 był zatrzymany przez władze austrickie i ponownie wcielony w szeregi c. i k. Armii. Zbiegł z jej szeregów latem 1918 i pozostawał w ukryciu. 
U kresu wojny w listopadzie 1918 uczestniczył w obronie Lwowa podczas wojny polsko-ukraińskiej. 
Po odzyskaniu przez Polskę niepodległości wstąpił do Wojska Polskiego. Brał udział w wojnie polsko-bolszewickiej. Został awansowany do stopnia porucznika rezerwy żandarmerii ze starszeństwem z dniem 1 lutego 1921. W 1923 był oficerem rezerwowym, zatrzymanym w służbie czynnej, 9 Dywizjonu Żandarmerii z Brześcia. 22 grudnia 1924 został przemianowany z dniem 1 lipca 1923 na oficera zawodowego w korpusie oficerów żandarmerii, w stopniu porucznika ze starszeństwem z dniem 1 lipca 1919 i 1. lokatą. Nadal służył w 9 Dywizjonie Żandarmerii. W marcu 1926 został przeniesiony do 5 Dywizjonu Żandarmerii w Krakowie. Na początku lat 30. był oficerem Centrum Wyszkolenia Żandarmerii w Grudziądzu. Został awansowany do stopnia kapitana żandarmerii ze starszeństwem z dniem 1 stycznia 1932. Był autorem projektu pomnika Józefa Piłsudskiego, odsłoniętego w CWŻ na dziedzińcu koszar im. Króla Władysława Łokietka.
Po zakończeniu II wojny światowej przebywał na emigracji w Wielkiej Brytanii. Zamieszkując w szkockim Edynburgu i będąc właścicielem domu mieszkalnego 12 lutego 1964 został naturalizowany w Wielkiej Brytanii. Do końca życia pozostawał w stopniu kapitana. Zmarł 2 marca 1977 w Edynburgu.

## Ordery i odznaczenie
- Krzyż Niepodległości – 12 maja 1931 „za pracę w dziele odzyskania niepodległości”[18]

## Publikacje
- Centrum Wyszkolenia Żandarmerii. Rocznik Pamiątkowy 1931 (1931; członek komitetu redakcyjnego)[19]
- Śledztwo kryminalne (1932; autor komentarzy do polskiego przekładu publikacji pt. L’enquete criminelle autorstwa mjr. Naudina)[20]